# Wahb ibn Umayr
Wahb ibn ʿUmayr (in arabo ﻭﻫﺐ ﺑﻦ ﻋﻤﻴﺮ‎?; La Mecca, ...) è stato un Sahaba.
Figlio di Umayr ibn Wahb, fu preso prigioniero dai musulmani nella battaglia di Badr ma fu poi liberato a causa della conversione di suo padre all'Islam. 
Era cugino paterno di Safwan b. Umayya.